# Cothornobata cyanea
Cothornobata cyanea är en tvåvingeart som först beskrevs av Friedrich Georg Hendel 1913.  Cothornobata cyanea ingår i släktet Cothornobata och familjen skridflugor.
Artens utbredningsområde är Taiwan. Inga underarter finns listade i Catalogue of Life.